# Bilzingsleben
Bilzingsleben is een plaats en voormalige gemeente in de Duitse deelstaat Thüringen, en maakt deel uit van de gemeente  Kindelbrück, in de Landkreis Sömmerda.
Bilzingsleben telde op 31 december 2017 669 inwoners.

## Geschiedenis

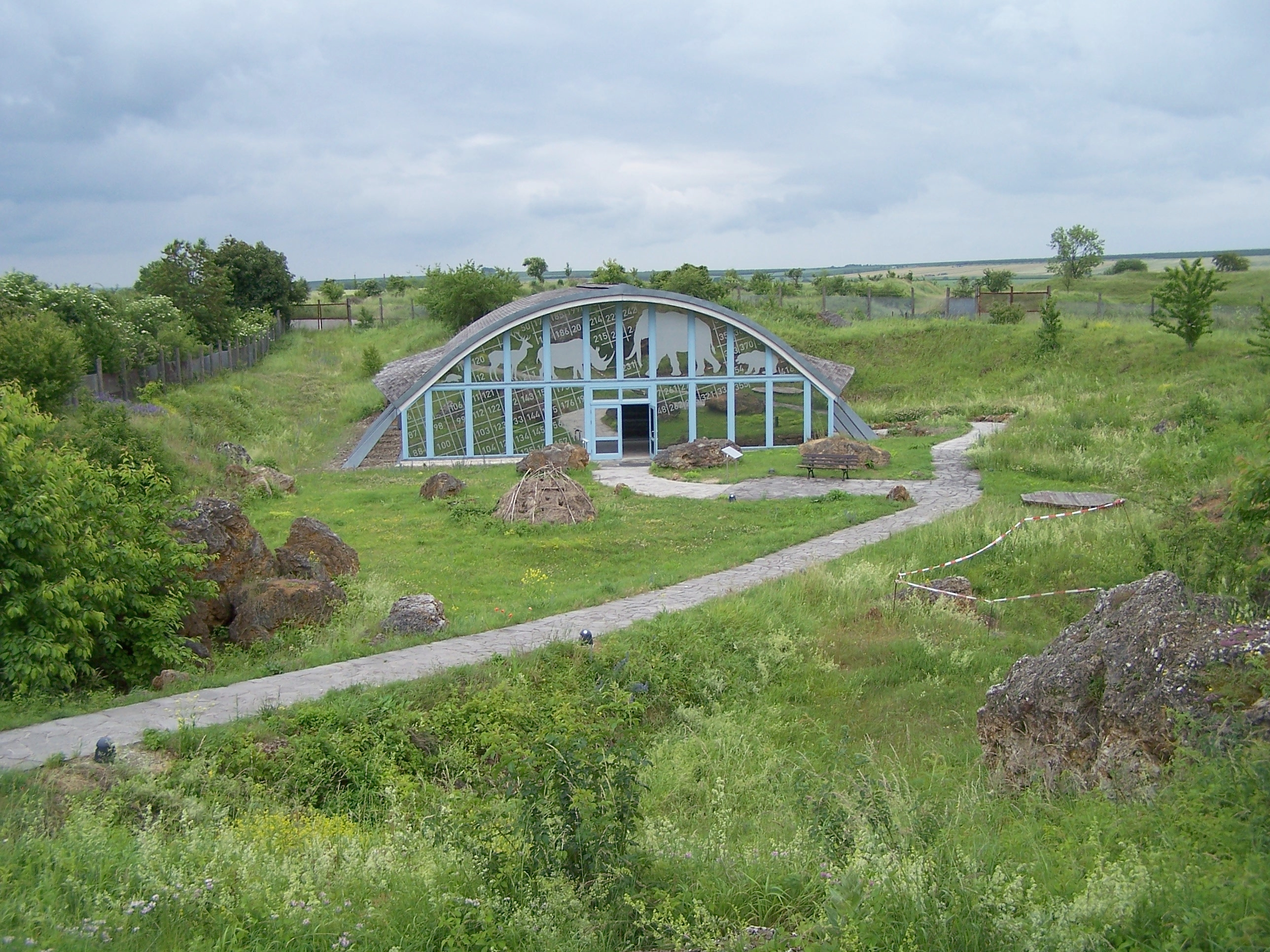
Houten en glazen museumgebouw in situ
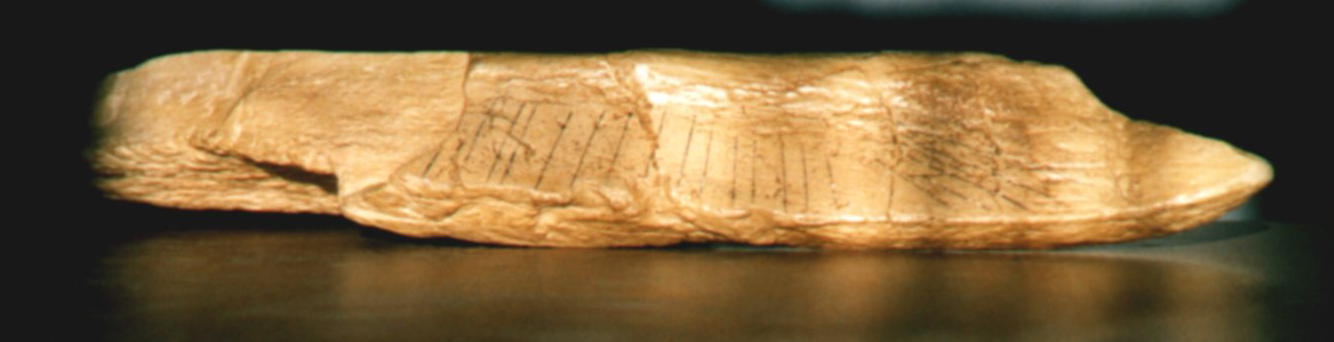
Hier ontdekt, door mensen bewerkt olifantsscheenbeen

Omstreeks 370.000 jaar geleden, in het Paleolithicum, leefden hier mensen, die tot de soort Homo erectus of Homo heidelbergensis behoorden. Op 1,5 kilometer ten zuiden van het dorp Bilzingsleben zijn uitgebreide opgravingen verricht. Er zijn onder andere botresten van drie Homo erectus- of Homo heidelbergensis-mensen, waaronder een schedel, gevonden. Ook is een 350.000 à 400.000 jaar oude structuur ontdekt, die op een muur lijkt, alsmede een van door mensen, bij wijze van kalender, of als een der allereerste menselijke kunstuitingen, gemaakte inkervingen voorzien olifantsbot, uit dezelfde periode. Boven de vindplaats is een gebouw opgericht, dat grotendeels als aan deze vondst gewijd museum is ingericht. Deze site wordt als één van de belangrijkste op dit gebied in geheel Europa beschouwd. 
De gemeente maakte deel uit van de Verwaltungsgemeinschaft Kindelbrück tot op 1 januari 2019 Bilzingsleben opging in de gemeente Kindelbrück.